# 66391 Moshup
66391 Moshup /'mo.ʃup/, denumire provizorie 1999 KW4, este un asteroid binar, clasificat ca obiect apropiat de Pământ și asteroid potențial periculos din grupul Aten, cu un diametru de aproximativ 1,3 kilometri. A fost descoperit pe 20 mai 1999 de Lincoln Near-Earth Asteroid Research (LINEAR) la locul de testare experimental al Laboratorului Lincoln din Socorro, New Mexico, Statele Unite. Este un Mercur-crosser care se apropie extrem de aproape de Soare la un periheliu de 0,2 UA.

## Orbită
Asteroidul orbitează în jurul Soarelui la o distanță de 0,2-1,1 UA o dată la 6,18 luni (188 de zile). Orbita sa are o excentricitate de 0,69 și o înclinație de 39 ° față de ecliptică. O primă predescoperire a fost realizată de 2MASS la Observatorul Fred Lawrence Whipple în 1998, extinzând arcul de observare al corpului cu un an înainte de observarea sa oficială la Socorro.
Ca asteroid potențial periculos, are o distanță minimă de intersecție orbitală a Pământului de 0,0138 UA (2.060.000 km) sau 5,4 distanțe lunare. Pe 25 mai 2036, va trece la 0,0155 UA (2.320.000 km) de Pământ.

## Numerotare și numire
Această planetă minoră a fost numerotată de Minor Planet Center pe 10 septembrie 2003. A fost numit dintr-o legenda Mohegan, după Moshup, un gigant care a trăit în zonele de coastă din New England. Însoțitorul asteroidului poartă numele Squannit, după soția lui Moshup și o tămăduitoare a Makiawisug (oameni mici). Citația de numire oficială a fost publicată de Minor Planet Center pe 27 august 2019 (M.P.C. 115894).

## Caracteristici fizice
În clasificarea SMASS, asteroidul este caracterizat ca un asteroid pietros de tip S.

### Satelit

Animație simulată a sistemului binar Moshup. Viteza de simulare este de aprox.12.000 de mai rapidă decât timpul real.

Moshup are un satelit de planetă minoră care îl orbitează. Satelitul, numit Squannit /ˈskwa.nit/ și desemnat S/2001 (66391) 1, are aproximativ 360 de metri în diametru și orbitează în jurul corpului său primar la fiecare 16 ore la o distanță medie de 2,6 kilometri. Prezența unui însoțitor a fost sugerată de observațiile fotometrice făcute de Pravec și Šarounová și a fost confirmată de observațiile radar de la Arecibo, anunțate pe 23 mai 2001 (a se vedea și mai jos). Pe baza imaginilor radar, dimensiunile lui Squannit sunt estimate la 595 × 450 × 343 metri.

### Diametru și formă

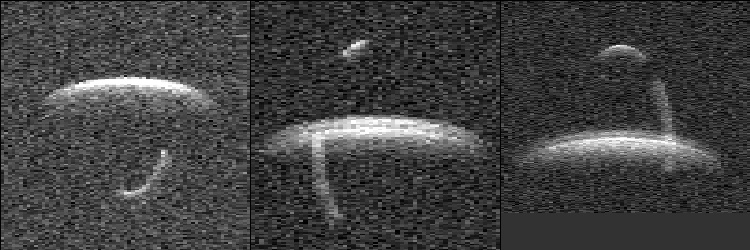
Imagini radar ale lui Moshup și Squannit făcute la Goldstone

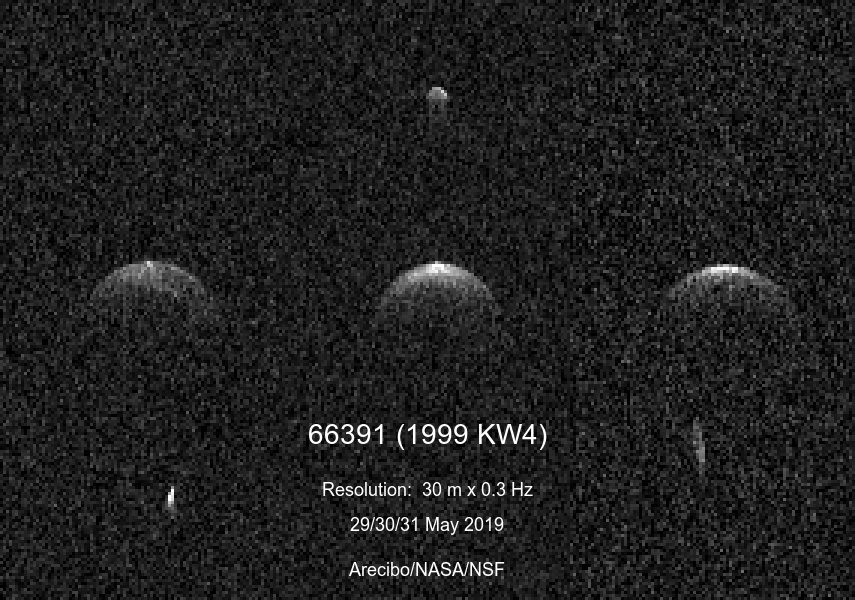
Colaj de imagini radar realizate la Arecibo în mai 2019

Conform observațiilor radiometrice de la Observatorul Arecibo, asteroidul are un diametru mediu de 1,317 kilometri. Observațiile au fost preluate în perioada 21-23 mai 2001 de Lance AM Benner, Steven J. Ostro, Jon D. Giorgini, Raymond F. Jurgens, Jean-Luc Margot și Michael C. Nolan.
Colaborative Asteroid Lightcurve Link adoptă un diametru de 1,3 kilometri și derivă un albedo de 0,26 cu o magnitudine absolută de 16,5.
Formele celor două corpuri și dinamica lor sunt complexe. Cu o dimensiune de aproximativ 1,42 × 1,36 × 1,18 kilometri pentru un elipsoid triaxial simplu, asteroidul are o formă aplatizată, care este dominată de o creastă ecuatorială la minimul de energie potențială a corpului. Această proprietate bizară a regiunii ecuatoriale înseamnă că este aproape de destrămare: ridicarea unei particule cu un metru deasupra suprafeței ar pune-o pe orbită. După cum se vede în imaginea de mai sus, efectele gravitaționale dintre satelit și asteroid creează un munte gigantic care se extinde în planul ecuatorial în jurul întregului asteroid. A fost primul asteroid care a fost descris ca „în formă de brioșă”, care este acum înțeleașă a fi o formă foarte comună pentru asteroizii în rotație critică, inclusiv 101955 Bennu și 162173 Ryugu.

### Curbe de lumină
În perioada 19-27 iunie 2000, o curbă de luminărotațională a acestui asteroid a fost obținută din observații fotometrice de Petr Pravec și Lenka Šarounová la Observatorul Ondřejov. Analiza curbei de lumină a dat o perioadă de rotație de 2,7650 ore cu o variație a luminozității de 0,12 magnitudino (U=3).